# Laundi
Laundi là một thị xã và là một nagar panchayat của quận Chhatarpur thuộc bang Madhya Pradesh, Ấn Độ.

## Nhân khẩu
Theo điều tra dân số năm 2001 của Ấn Độ, Laundi có dân số 20.186 người. Phái nam chiếm 54% tổng số dân và phái nữ chiếm 46%. Laundi có tỷ lệ 61% biết đọc biết viết, cao hơn tỷ lệ trung bình toàn quốc là 59,5%: tỷ lệ cho phái nam là 69%, và tỷ lệ cho phái nữ là 52%. Tại Laundi, 16% dân số nhỏ hơn 6 tuổi.